# The Witcher (2023)
The Witcher (2023) é a tão esperada próxima temporada da série de televisão de fantasia “The Witcher”, baseada na série de livros de Andrzej Sapkowski. Produzida pela Netflix, a série continua a explorar as aventuras de Geralt de Rivia, um caçador de monstros solitário em um mundo onde humanos, monstros e magia coexistem.

## Produção
“The Witcher (2023)” está sendo produzido pela Netflix e faz parte da adaptação em andamento da série de livros de Andrzej Sapkowski, que ganhou inúmeros seguidores em todo o mundo. A temporada continua os ensaios estabelecidos nas temporadas anteriores, seguindo as viagens de Geralt de Rivia, a Princesa Ciri e a feiticeira Yennefer de Vengerberg.

## Elenco e personagens
O elenco principal de “The Witcher (2023)” deve retornar, com Henry Cavill reprisando seu papel como Geralt de Rivia, Anya Chalotra como Yennefer de Vengerberg e Freya Allan como Princesa Ciri. Além disso, outros personagens recorrentes das temporadas anteriores provavelmente farão aparições.

## Trama
Os detalhes exatos da trama de “The Witcher (2023)” foram mantidos em sigilo, mas espera-se que a temporada continue explorando o complexo mundo do continente, onde Geralt de Rivia luta contra criaturas monstruosas, intrigas políticas e seu próprio destino. A história provavelmente se aprofundará no relacionamento entre Geralt, Ciri e Yennefer, enquanto eles navegam no mundo turbulento e perigoso em que habitam.

## Episódios
O número total de episódios de “The Witcher (2023)” ainda não foi oficialmente confirmado. No entanto, as temporadas anteriores consistiam em oito episódios cada, e espera-se que a próxima temporada siga um formato semelhante. Mais informações sobre títulos de episódios individuais e resumos de tramas serão divulgadas mais perto da data de estreia.

## Liberar
“The Witcher (2023)” deve estrear exclusivamente na Netflix. No entanto, uma data exata de lançamento não foi anunciada até o momento. Os fãs aguardam ansiosamente a nova temporada e podem esperar mais atualizações dos canais oficiais do programa e da Netflix.

## Recepção
A adaptação da série de TV de “The Witcher” conquistou muitos seguidores e aclamação da crítica por sua narrativa, valores de produção e atuações. As temporadas anteriores foram elogiadas por sua adaptação fiel do material de origem e atuações cativantes do elenco. Resta saber como “The Witcher (2023)” será recebido, mas as expectativas são altas entre fãs e críticos.